# Wheels of Aurelia
Wheels of Aurelia è un videogioco di genere visual novel e avventura del 2016 sviluppato e pubblicato dallo studio italiano Santa Ragione. È stato pubblicato in tutto il mondo nel settembre 2016 per Linux, Microsoft Windows e OS X; nell'ottobre 2016 per PlayStation 4 e Xbox One; nell'ottobre 2017 per iOS e Android; e nel novembre 2017 per Nintendo Switch. La storia è ambientata nell'Italia del 1978 e racconta la vicenda di Lella, la quale percorre l'autostrada italiana Via Aurelia insieme ad uno o più compagni, commentando temi come la famiglia monogenitoriale, il Fascismo e la Mafia.
Il giocatore controlla il veicolo di Lella da una visuale a volo d'uccello e le scelte di dialogo utilizzano un sistema di dialogo ramificato. Durante il suo viaggio attraverso la Via Aurelia, Lella incontra degli autostoppisti che possono alterare e modificare l'esito della storia. Sebbene il gioco duri circa quindici minuti, offre ben sedici finali diversi. È stato ispirato dal videogioco arcade del 1986 Out Run e dal film cult Il Sorpasso. Wheels of Aurelia ha ricevuto recensioni contrastanti dalla critica: nonostante l'atmosfera e l'estetica siano state elogiate, i recensori hanno ritenuto che il gameplay fosse poco inserito nella narrazione.

## Trama e modalità di gioco
Wheels of Aurelia è ambientato nel 1978 e segue due donne in viaggio lungo la Via Aurelia. Lella, una donna femminista alla guida di un'auto sportiva, si ferma in una discoteca e incontra Olga, che la accompagna nel viaggio verso la Francia, lasciandosi alle spalle la turbolenta e pericolosa situazione politica. La coppia ha motivi diversi per lasciare il paese: Lella sta tentando di ricongiungersi con il suo ex rapitore, mentre Olga vorrebbe andare in Francia per abortire.
Da una visuale a volo d'uccello, il giocatore controlla l'auto sportiva di Lella. Il veicolo avanza automaticamente. Il giocatore può scegliere di aumentare la velocità del veicolo e cambiare corsia per navigare nel traffico, scegliendo contemporaneamente le opzioni di dialogo. Il giocatore visiterà località tra Roma e Viareggio, ma può scegliere destinazioni aggiuntive durante ogni partita, come Bracciano, Civitavecchia, Piombino e Siena. Il giocatore può aggiungere dei compagni di viaggio sotto forma di autostoppisti, oltre che cambiare il veicolo che Lella guida, in base alla scelta del dialogo del giocatore. Le esperienze di gioco sono molteplici e possono variare da una corsa in auto contro uno sconosciuto alla rapina di una banca. Il gioco ha 16 finali diversi in base alla scelta del giocatore. Dall'inizio alla fine, le partite possono durare dai dieci ai quindici minuti.

## Sviluppo e pubblicazione
Wheels of Aurelia è stato progettato e codificato dallo studio italiano Santa Ragione di Pietro Righi Riva e Nicolò Tedeschi, con l'aiuto di Anna Kipnis "Double Fine Productions". la quale era responsabile della progettazione dei dialoghi del gioco. Il gioco contiene elementi della commedia all'italiana, che gli sviluppatori hanno tentato di allegare al momento dell'uscita, ma senza successo. Il progettista, produttore e programmatore Pietro Righi Riva ha descritto il gioco come la "naturale evoluzione" della mentalità dei giochi di guida delineata nella serie Out Run, ma ha suggerito che il gioco non catturava appieno la guida spensierata che stavano cercando. Righi Riva ha indicato il film italiano del 1962 Il sorpasso come fonte principale di ispirazione. Ha inoltre attribuito ad altri giochi di guida, tra cui il World Rally: Championship del 1993 e il Great 1000 Miles Rally del 1994, l'ispirazione maggiore per il look visivo. Prima del suo sviluppo, Righi Riva aveva discusso con il co-sviluppatore Nicolò Sala riguardo alla realizzazione di un gioco ambientato in Italia. Insieme a questo, Righi Riva ha voluto documentare e riportare fedelmente come era il paese nella generazione precedente alla sua.
L'artwork è stato realizzata da più artisti. L'ambiente di gioco è stato curato dall'artista italiana Flaminia Grimaldi, che ha contribuito con oltre 200 risorse per il paesaggio italiano, mentre i personaggi sono stati creati dal newyorkese Patrick Leger sotto la direzione degli autori del gioco. La coppia di game designer italiani We Are Müesli ha contribuito alla creazione dei dialoghi oltre che fornire le registrazioni vocali per tutti i personaggi. Il progetto grafico è stato curato dal freelance Luca Francesco Rossi.
Wheels of Aurelia è stato creato utilizzando il motore grafico Unity, la cui pre-produzione è iniziata a gennaio 2014. La produzione, tuttavia, è stata ritardata fino a giugno 2015 per consentire a Santa Ragione di lavorare su Fotonica, un gioco di corse in prima persona, mentre ultimava le immagini, i filmati e la musica per Wheels of Aurelia. Il gioco è stato pubblicato per la prima volta come versione beta su Humble Bundle in Humble Weekly Bundle: Fantastic Arcade. Conosciuto come Fantastic Arcade Beta Edition, il gioco ha impiegato solo quattro mesi nella fase di sviluppo per rispettare la scadenza per il bundle e ha tagliato molte funzionalità che erano state originariamente pianificate per il progetto. Per esporre il gioco al Fantastic Fest è stato creato un cabinato arcade appositamente progettato. Successivamente il gioco è passato attraverso il servizio di Steam Greenlight ed è stato pubblicato per Linux, Microsoft Windows e OS X il 20 settembre 2016. La versione per PlayStation 4 è stata pubblicata il 4 ottobre 2016, mentre quella per Xbox One il 18 novembre 2016. È stato portato su iOS e Android il 19 ottobre 2016, e successivamente su Nintendo Switch tramite il Nintendo eShop il 2 novembre 2017.

## Accoglienza
Secondo il sito web di recensioni Metacritic, la versione Windows di Wheels of Aurelia ha ricevuto "recensioni contrastanti o nella media", mentre la versione Switch ha ricevuto "recensioni generalmente sfavorevoli". Manuel Stanislao, di Eurogamer Italia, ha recensito la versione PlayStation 4, rimanendo interessato dalla premessa e dalla colonna sonora "accattivante", affermando tuttavia che è indirizzato solo ad un pubblico di nicchia. Rosa Piermarco, di IGN Italia, ha recensito la versione PlayStation, ed è stata molto positiva riguardo all'unicità dell'esperienza. 
I critici hanno elogiato la presentazione e l'interfaccia grafica di Wheels of Aurelia. Gita Jackson di Kotaku è stata molto positiva riguardo alla grafica, notando che cattura i temi del cinema neorealista italiano nonostante sia un gioco moderno. Jackson ha anche elogiato l'atmosfera del gioco, commentando che l'ambientazione della vita italiana durante questo periodo fosse particolarmente interessante. Piermarco di IGN Italia ne ha elogiato la grafica e lo stile artistico, citando la "grafica in bassa risoluzione e i ritratti bidimensionali" dei personaggi ispirati ai fumetti degli anni Settanta, paragonandoli a Lanciostory e Skorpio Il recensore del Nintendo World Report David Lloyd ha condiviso elogi simili, notando come la combinazione delle bellissime illustrazioni e la colonna sonora originale catturi l'essenza dell'Italia degli anni Settanta. Suriel Vazquez, della rivista di recensioni Game Informer, ha ricevuto recensioni positive in particolare per la sua immersione nell'Italia degli anni Settanta.
Lloyd ha trovato la storia e i personaggi poco interessanti e ha criticato il fatto di dover rigiocare il gioco dall'inizio per sbloccare finali diversi, piuttosto che ripartire da punti specifici nel gioco. Tuttavia, alcune recensioni hanno messo in dubbio la sostanza del gioco. La rivista Edge ha riferito come sia un "peccato che il viaggio in sé non possa eguagliare la commozione della destinazione finale". Nel recensire la versione per Nintendo Switch, Liam Langan, di Switch Player, è rimasto deluso sulla durata del gioco, soprattutto perché è stata una delle prime visual novel sulla piattaforma. Langan ha anche commentato il rapporto qualità-prezzo del gioco, sostenendo che "se il gioco fosse stato più lungo avrei potuto avere più tempo per immergermi nella storia e avrei potuto godermi un po' di più Wheels of Aurelia". L'articolo di Liam Doolan per Nintendo Life condivideva opinioni simili, definendo gli aspetti della visual novel "fiacchi" ed il gameplay "ancora peggiore". Vazquez ha citato la grafica "esteticamente impeccabile" del gioco e la "ricostruzione storica accurata". Tuttavia, ha apprezzato meno le meccaniche di guida e la mancanza di una vera interazione con la storia. 